# ザ・ストレンジラヴズ
ザ・ストレンジラヴズ（The Strangeloves）は1964年、ニューヨークを拠点とするボブ・フェルドマン、ジェリー・ゴールドスタイン、リチャード・ゴッテラーのアメリカ人作詞・作曲・プロデュースチームによって結成されたバンドである。彼らは当初、オーストラリア出身だと偽っていた。ストレンジラブズの最も成功したシングルは 「I Want Candy」、「Cara-Lin」、「Night Time」である。

## 経歴
ストレンジラブズ結成以前、フェルドマンとゴールドスタインは1959年からソングライターとして一緒に仕事をし、1961年から1962年にかけては、ボブ＆ジェリー・デュオとして数枚のシングルをレコーディングした。1959年から1961年まで、彼らはボビー・アンド・ザ・ボーウス、エズラ・アンド・ザ・アイヴィーズ、ザ・キッテンズなど、様々な非チャート・スタジオ・ベースのレコーディング・グループのメンバーだった。彼らは1962年にゴッテラーと手を組み、FGGプロダクションを設立し、また、エンジェルズの「私のボーイフレンド」（1963年）など、他のアーティストのヒット曲も手がけている。1964年までに、FGGプロダクションが得意としていたガールズ・グループ・サウンドは、ブリティッシュ・インヴェイジョン・スタイルのビート・グループの流行により、廃れつつあった。市場のトレンドに乗り遅れないために、FGGは自分たちでレディメイドの外国人ビート・グループを作ることにした。
説得力のあるイギリス訛りのごまかしができないと判断した彼らは、オーストラリア人のふりをすることにした。グループに関するプレスリリースや広報資料によると、ストレンジラブズはジャイルズ、マイルズ、ナイルズ・ストレンジの3兄弟であり、兄弟はオーストラリアの牧場で育った。兄弟の架空のバックストーリーは、新種の羊の交配（オーストラリアのフェルドマン・ゴールドスタイン社に登録されたとされる長毛の「ゴッテラー」羊）の発明で一攫千金を狙い、そのおかげでバンドを結成する時間と経済的自由を手に入れたというものだった。宣伝用の写真では、3人はシマウマの縞模様のベストを着て、アフリカン・ドラムを持ってポーズをとっていた。ゴッテラーは後に「1965年のアメリカでは、オーストラリア人なんて誰も知らなかったんだ」とコメントしている。このストーリーは一般大衆の想像力をかきたてるものではなかったが、ストレンジラブズのシングルは、特にアメリカではまだ立派に売れた。同様に1969年、クレイジー・エレファントは、ウェールズの炭鉱夫のグループであるとされ、キャッシュ・ボックス誌で宣伝された。
ストレンジラヴズがストレンジ・ラヴズとしての最初のシングル、「Love, Love (That's All I Want from You)」は全米ビルボード・ホット100で122位を記録。グループはその後、ストレンジラブズとしてリリースした。
1965年半ば、バング・レコードのバート・バーンズと共同で作曲・プロデュースしたセカンド・シングル「I Want Candy」がヒットし、ストレンジラブズは、ライブ演奏という不慣れで居心地の悪い立場に身を置くことになった。この短期間の経験の後、ストレンジラブズの曲のレコーディングに協力した4人のセッション・ミュージシャンからなるロード・グループが結成された。最初のロード・グループのミュージシャンは、ベーシスト／ヴォーカリストのジョン・シャイン、ギタリストのジャック・ラツカ、ドラマーのトム・コブス、サックス奏者／ヴォーカリストのリッチー・ラウロだった。
ギタリストのジャック・ラツカ（ジャイルズ・ストレンジ）、ドラマー／ヴォーカリストのジョー・ピアッツァ（マイルズ・ストレンジ）、キーボード／ヴォーカリストのケン・ジョーンズ（ナイルズ・ストレンジ）だ。1968年には、ベースのグレッグ・ローマンがバンドに不可欠な存在となった。すべてのスタジオ音源は、フェルドマン、ゴールドスタイン、ゴッテラーによって演奏され続け、必要に応じてセッション・ミュージシャンが加わった。
フェルドマン、ゴールドスタイン、ゴッテラーの3人は、1965年にストレンジラブズとしてオハイオで演奏していたとき、リック・デリンジャー（当時はリック・ゼリンジャー）率いる地元のバンド、リッキー・Z・アンド・ザ・レイダーズに出会った。彼らの未熟な才能を見抜いたプロデューサーたちは、すぐにバンドをニューヨークに呼び寄せ、ザ・ストレンジラブズのアルバム『I Want Candy』の既存の楽曲にデリンジャーの声を重ねてレコーディングし、ザ・マッコイズ名義で「Hang On Sloopy」をシングルとしてリリースした。
ストレンジラブズの唯一のLP『アイ・ウォント・キャンディ』は1965年にバング・レコードからリリースされ、アルバム曲のいくつかはシングルとしてリリースされた。ストレンジラブズの他のシングルはスワン・レコードとサイアー・レコードからリリースされた。
ストレンジラブズは1968年までシングルのレコーディングを続け、アメリカではそこそこの成功を収めた。彼らの 「母国 」オーストラリアではシングル・チャートの最下位に甘んじたが、オーストラリアでは1966年、本物のオーストラリア人グループ、ジョニー・ヤング＆コンパニーがストレンジラブズの「Cara-Lin」（「Cara-Lyn」に改題）のカヴァーをヒットさせた。
FGGのトリオは、ザ・ビーチ・ナッツとクレジットされた1965年のチャート・インしたシングルでもコラボレートし、1966年にはザ・シープを名乗って2枚のシングルをチャート・インさせた。フェルドマンとゴールドスタイン（ゴッテラー抜き）は、1966年にRome & Parisとして、1969年にThe Rock & Roll Dubble Bubble Trading Card Co. ゴールドスタインは1966年、ジャイルズ・ストレンジ名義でソロ・シングル「Watch The People Dance」の作曲、プロデュース、アレンジを手がけたが、チャート・インには至らなかった。また、フェルドマンとゴッテラーは、ストレンジ・ブラザーズ・ショウとして1970年のシングル（「Right On」 b/w 「Shakey Jakes」）はチャートインしなかった。
ストレンジラブズのほとんどのレコード（FGGがプロデュースした他のいくつかのレコードも同様）には、次のようなクレジットがあった： 「バセット・ハンドによるアレンジと指揮」。バセット・ハンドは、バンドのクリエイターを皮肉ったペンネームだった。バセット・ハンドとクレジットされた2枚のインストゥルメンタル・シングルは、ストレンジラブズがスタートした頃にリリースされた： 「In Detroit」（1964年）と「The Happy Organ Shake」（1965年）だ。どちらのシングルも全米チャートには入らなかったが、「In Detroit」は1964年10月にシカゴのトップ40に 「Up 『N』 Coming 」としてランクインした。
2018年12月、53年の空白を経て、フェルドマン、ゴールドスタイン、ゴッテラーは、ニューヨークのバワリー・ボールルームでのサプライズ・ライヴで、バンド「Yo La Tengo」をバックに一緒に歌った。

## その後のキャリア
彼らの曲はデヴィッド・ボウイ、バウハウス、J.ガイルス・バンド、フレッシュトーンズ、アーロン・カーター、ジョージ・ソログッド、バウ・ワウ・ワウによってレコーディングされている。
ゴッテラーは、リチャード・ヘルとヴォイドイド、ザ・フレッシュトーンズ、ブロンディといった初期のCBGBパフォーマーのレコード・プロデューサーとして有名になり、シーモア・スタインとともにサイアー・レコードの共同設立者にもなった。また、1970年代後半にロカビリーを活性化させた多くの人物の一人であるロバート・ゴードンとも仕事をし、絶賛されたマーシャル・クレンショウのファースト・アルバムをプロデュースした。1980年代には、ボンゴスやそのフロントマン、リチャード・バローン、ゴーゴーズなどのアルバムをプロデュースし、成功を収めた。その後、影響力のある独立系配給会社オーチャードを設立。
プロデューサー兼マネージャーとして、ゴールドスタインは音楽界にも影響を与え続けた。彼は、バンドNightshiftにエリック・バードンと組むことを提案し、それがウォーとなり、Circle Jerksを彼のマネージメント会社Far Out ProductionsとLAXレコードレーベルに所属させた。.
ストレンジラブズの3人全員が、長編ドキュメンタリー映画『BANG! The Bert Berns Story』のインタビューに出演している（バート・バーンズの息子ブレット・バーンズがボブ・サーレスと共同監督）。
ボブ・フェルドマンが亡くなったのは2023年8月23日、83歳の誕生日の9日後だった。

## バックバンド
ツアー・メンバー (1965)
ジョン・シャイン (ヴォーカル、ベース・ギター)
ジャック・ラツカ (ギター)
トム・コブス（ドラムス＆ヴォーカル）
リッチー・ラウロ（サックス＆ヴォーカル）
ツアー・メンバー (1966-1968)
ケン・ジョーンズ（ナイルズ・ストレンジとして）（ヴォーカル＆キーボード）
ジャック・ラツカ (ジャイルズ・ストレンジとして) (ギター)
ジョー・ピアッツァ (マイルズ・ストレンジとして) (ドラムス & ヴォーカル)

## ディスコグラフィー

### アルバム
- I Want Candy (1965 - Bang Records)[1]

### チャート入りしたシングル
| Release Date | Title              | Chart positions | Chart positions | Chart positions | Notes |
| Release Date | Title              | US Hot 100      | Australia       | Canada RPM 100  | Notes |
| 1964         | "Love, Love"       | 122             |                 |                 | Credited to Strange Loves |
| 1965         | "I Want Candy"     | 11              |                 | 7               | |
| 1965         | "Out in the Sun"   | 106             |                 |                 | Credited to The Beach-Nuts. The Beach-Nuts were The Strangeloves and The Angels. |
| 1965         | "Cara-Lin"         | 39              | 100             |                 | |
| 1965         | "Night Time"       | 30              | 98              |                 | |
| 1966         | "Hide and Seek"    | 85              |                 |                 | Credited to The Sheep. |
| 1966         | "Because of You"   | 104             |                 |                 | Credited to Rome & Paris. Rome & Paris were Bob Feldman and Jerry Goldstein. |
| 1966         | "I Feel Good"      | 130             |                 |                 | Credited to The Sheep. |
| 1966         | "Hand Jive"        | 100             |                 |                 | |
| 1968         | "Honey Do"         | 120             |                 |                 | |
| 1969         | "Bubble Gum Music" | 74              |                 | 52              | Credited to The Rock & Roll Dubble Bubble Trading Card Co. Of Philadelphia 19141. The Rock & Roll Dubble Bubble Trading Card Co. of Philadelphia 19141 were Bob Feldman and Jerry Goldstein. |